# Зайцев, Анатолий Александрович (плавильщик)
Анатолий Александрович Зайцев (1 ноября 1940 — 9 апреля 1997) — плавильщик московского машиностроительного завода. Депутат Совета Союза Верховного Совета СССР 9-го и 10-го созывов.

## Биография
Анатолий Зайцев родился в 1 ноября 1940 года. В 1960 году окончил Луганский машиностроительный техникум. С 1964 года работал в Москве. В 1970 году вступил в КПСС. Был рационализатором и ударником коммунистического труда. Неоднократно избирался членом Московского городского комитета КПСС. Член Бабушкинского райкома партии. Делегат XXV съезда КПСС, XXII и XXIII городских партийных конференций. Был секретарём комсомольской организации цеха, заместителем секретаря партийного бюро. 
19 января 1978 года избран в Совет Союза Верховного Совета СССР от Лосиноостровского избирательного округ города Москвы взамен выбывшего депутата. 4 марта 1979 года вновь избран в Совет Союза Верховного Совета СССР от Бабушкинского избирательного округа города Москвы.
Умер 9 апреля 1997 года. Похоронен на Медведковском кладбище.

## Награды
- Орден Ленина[4][3]